# Cryptothelea gloverii
Espèce
Cryptothelea gloverii est une espèce de lépidoptères (papillons) de la famille des Psychidae. 
C'est une psyché qui consomme une espèce de cochenilles (Pseudaonidia duplex), divers acariens : Phyllocoptruta oleivora famille des Eriophyidae, Panonychus citri famille des Tetranychidae ou d'autres insectes comme Lepidosaphes beckii, un Homoptère de la famille des Diaspididae), ainsi que des filaments de mycélium (Penicillium sp. par exemple). Mais la larve s'attaque aussi aux feuilles de certains arbres du genre Citrus (orangers, Citrus ×paradisi).

## Synonyme
- Platoeceticus gloverii Packard, 1869